# José Carlos González-Hurtado
José Carlos González-Hurtado, né le 27 mai 1964 en Espagne, est Président International de IRI, prenant la responsabilité du groupe en Europe, en Asie-Pacifique, en Australie, en Nouvelle-Zélande et en Afrique du Sud.  

## Formation
Né en Espagne, José Carlos Gonzalez-Hurtado suit ses études à l'Université Pontificia de Comillas de Madrid (ICADE), où il obtient un master en droit. Il est également titulaire d'un doctorat en administration des Entreprises.

## Carrière
José Carlos Gonzalez-Hurtado commence sa carrière en 1989 chez Procter & Gamble. Il y occupe différents postes liés au marketing en Grèce (1995), en Espagne (1997) puis en Suisse (1999) au sein de la multinationale.
En 2001, il devient le Directeur Général de P&G en Israël, en Cisjordanie et à Gaza. 
De 2004 à 2006, José Carlos Gonzalez-Hurtado occupe le poste de Directeur Général de P&G en Europe orientale (Ukraine). Il suit l’absorption du groupe de cosmétique allemand Wella, puis l’intégration de Gillette au sein de P&G.
De 2006 à 2009, il est vice-président de Global Braun, marque du groupe Procter & Gamble.
En 2009, José Carlos Gonzalez-Hurtado s'installe à Paris et devient responsable du marketing et du développement commercial du groupe Carrefour, et rejoint son comité exécutif. Il est chargé par Lars Olofsson de « l’amélioration de l’image prix » de Carrefour.
Pour le directeur général de Carrefour, il s’agit également de « donner un nouveau souffle » à l’entreprise à travers l’intégration de « managers reconnus ».
Entre 2010 et 2011, il suit notamment le déploiement du nouveau concept d'hypermarché appelé Carrefour Planet.
C'est en mars 2011 qu'éclate la polémique sur le "bidonnage" de son CV, puisque lors de son recrutement chez Carrefour il avait prétendu avoir été Président de Braun, alors qu'il n'était finalement que Vice-président.
En 2011, il prend la responsabilité du pôle Commercial et Développement du groupe.
En 2014, il rejoint IRI en tant que Président International, prenant la responsabilité du groupe en Europe, en Asie-Pacifique et en Afrique. L’activité internationale d’IRI représente 70 % de la croissance de l’entreprise en 2015. IRI est le leader mondial en business intelligence et technologie, opérant dans 60 pays, pour des distributeurs et des industriels de la grande consommation et de la pharmacie. IRI fournit à ses clients des solutions et une technologie uniques de big data et d’analyses prédictives. Il met au service des clients d'IRI sa double expérience, chez l'industriel, puis chez le distributeur. Il participe activement en tant que présentateur à des conférences majeures pour l'industrie de la grande consommation et la distribution, telle que le Consumer Goods Forum Global Summit 2016 où il présenta  avec Brenda Koornneef, Business Executive, Group Marketing & Corporate Strategy de Tiger Brands, ‘Shrink to Grow: Use analytics and technology  to optimise your line-up’.
en septembre 2018 il quitte IRI.

## Distinctions
Jose Carlos Gonzalez-Hurtado apparaît dans l’Agenda International 100, un classement réalisé par un service du quotidien économique Financial Times qui identifie les 100 meilleurs candidats à des postes de direction, en fonction de leurs expériences et leurs compétences en matière de management.